# Glyphonycterinae
Glyphonycterinae – podrodzina ssaków z rodziny liścionosowatych (Phyllostomidae).

## Rozmieszczenie geograficzne
Podrodzina obejmuje gatunki występujące w Ameryce.

## Podział systematyczny
Do podrodziny należą następujące rodzaje:
- Glyphonycteris O. Thomas, 1896 – uszatek
- Trinycteris Sanborn, 1949 – liścionosek – jedynym przedstawicielem jest Trinycteris nicefori Sanborn, 1949 – liścionosek leśny
- Neonycteris Sanborn, 1949 – wielkouszek – jedynym przedstawicielem jest Neonycteris pusilla Sanborn, 1949 – wielkouszek malutki